# Ama-oto
『ama-oto』（アマ・オト）は、日本のR&BグループSkoop On Somebodyが2000年6月21日にリリースした通算9枚目（Skoop On Somebodyとしては初）のシングル。

## 概要
SKOOPからSkoop On Somebodyに改名して初のシングル。
SKOOP時代から数えて、初めてチャートインした作品。
キャッチコピーは、「次はSkoop On Somebodyだ!」。
ミュージック・ビデオはモノクロで一発撮り。
「ama-oto」はCHEMISTRYが『ASAYAN』のオーディション時に課題曲として歌った。

## 収録曲
作詞・作曲・編曲：S.O.S（特記以外）
1. ama-oto
編曲:西平彰、S.O.S
2. if
3. ama-oto (Soul Bossa Trio Blue Sonic Remix)
編曲:Soul Bossa Trio
4. if (vocal&piano version)
5. ama-oto (instrumental)